# Claude Papi
Claude Papi (16. april 1949 – 28. januar 1983) var en fransk fodboldspiller, de tilbragte hele sin karriere, fra 1968 til 1981, som midtbanespiller hos SC Bastia på fødeøen Korsika. Med Bastia vandt han i 1981 pokalturneringen Coupe de France. Han spillede desuden tre kampe for Frankrigs landshold, og deltog ved VM i 1978.
Papi døde i 1983 i en alder af kun 33 år af en aneurisme.

## Titler
Coupe de France
- 1981 med SC Bastia